# Sniper Elite 5
Sniper Elite 5 je taktická stealth střílečka z pohledu třetí osoby z roku 2022, kterou vyvinula a vydala společnost Rebellion Developments. Jedná se o pokračování hry Sniper Elite 4. Byla vydána 26. května 2022 pro Microsoft Windows, PlayStation 4, PlayStation 5, Xbox One a Xbox Series X/S. 

## Hratelnost
Stejně jako její předchůdci je i Sniper Elite 5 střílečkou z pohledu třetí osoby. Podobně jako Sniper Elite 4 obsahuje několik rozsáhlých úrovní, které hráčům poskytují různé možnosti infiltrace a extrakce. Když hráč zabije nepřítele pomocí odstřelovací pušky z velké vzdálenosti, aktivuje se systém rentgenové kamery, která sleduje kulku z odstřelovací pušky až k cíli a ukazuje části těla, kosti nebo vnitřní tělesné orgány, které kulka poranila.
Zbraně ve hře lze rozsáhle přizpůsobovat. Kampaň pro jednoho hráče lze hrát kooperativně s dalším hráčem. Hra přináší režim Invaze, který umožňuje třetímu hráči připojit se k herní seanci a hrát za nepřátelského odstřelovače. Nechybí ani režim přežití, který pojme až čtyři hráče.

## Příběh
Příběh hry se odehrává v roce 1944, kdy se spojenci chystají vylodit v Normandii. Karl Fairburn se ocitá ve Francii, kde má za úkol oslabit nacistickou obranu a odhalit tajný plán Kraken.

## Vývoj a vydání
V březnu 2019 vývojáři série, společnost Rebellion Developments, potvrdili, že zahájili vývoj hry. Hra byla oficiálně oznámena během předávání cen The Game Awards 2021. Podle společnosti Rebellion tým při tvorbě herních úrovní použil fotogrammetrii. 
Některé lokace ve hře byly inspirovány ostrovem Guernsey. Hra byla vydána 26. května 2022 pro Microsoft Windows, PlayStation 4, PlayStation 5, Xbox One a Xbox Series X/S. Hráči, kteří si hru předobjednali, získali přístup k dodatečné misi s názvem "Target Fuhrer: Wolf Mountain", ve které musí hráč proniknout do Hitlerova soukromého útočiště v Alpách a zlikvidovat jej i jeho stráže.